# Червевидные ужи
Червевидные ужи, или карфофисы (лат. Carphophis), — род змей из семейства ужеобразных.

## Описание
Общая длина представителей этого рода составляет до 35 см. Как правило, окраска тёмно-коричневая сверху и более светлого цвета, розового или оранжевого, снизу. Голова узкая, глаза маленькие, кончик хвоста острый. Их часто путают с другими подобными видами, такими как земляные ужи и коричневые змеи.  

## Образ жизни
Большую часть времени проводят, зарывшись в рыхлую, каменистую почву, или под опавшими лесным листьями. Питаются преимущественно дождевыми червями.

## Размножение
Это яйцекладущие змеи. Самки откладывают от 2 до 5 яиц. Яйца откладывают в начале лета, а потомство появляется на свет в августе или сентябре. Новорождённые особи достигают 12 см.

## Распространение
Обитают в Северной Америке.

## Классификация
На июль 2018 года в род включают 2 вида:
- Carphophis amoenus (Say, 1825) — Приятный карфофис
- Carphophis vermis (Kennicott, 1859)

## Галерея

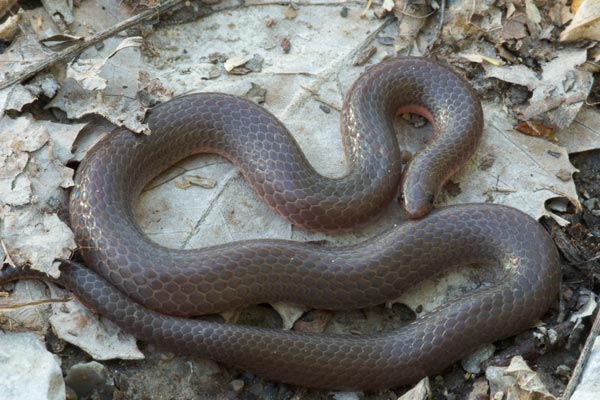
Приятный карфофис
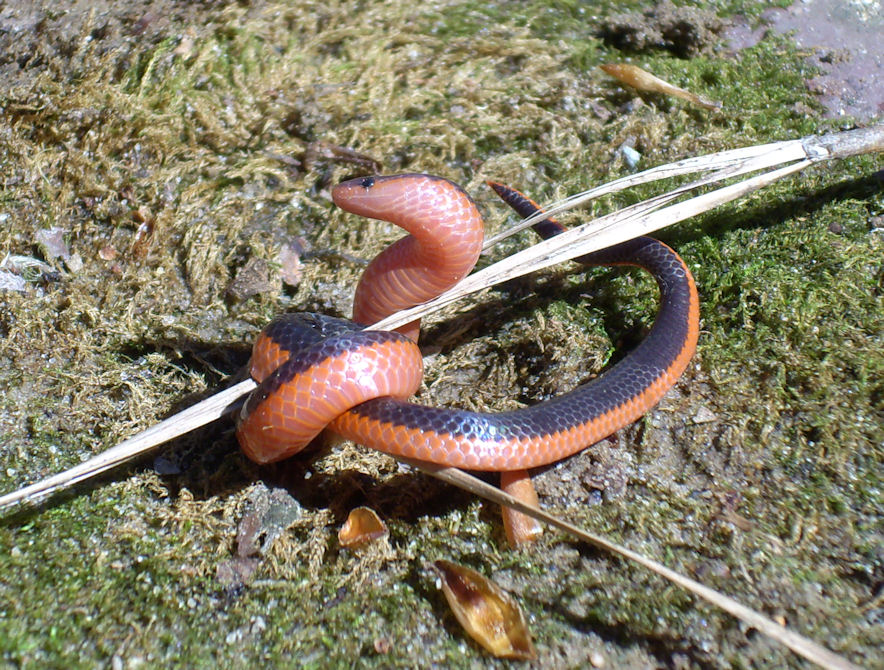
Carphophis vermis